# Vorwärts!

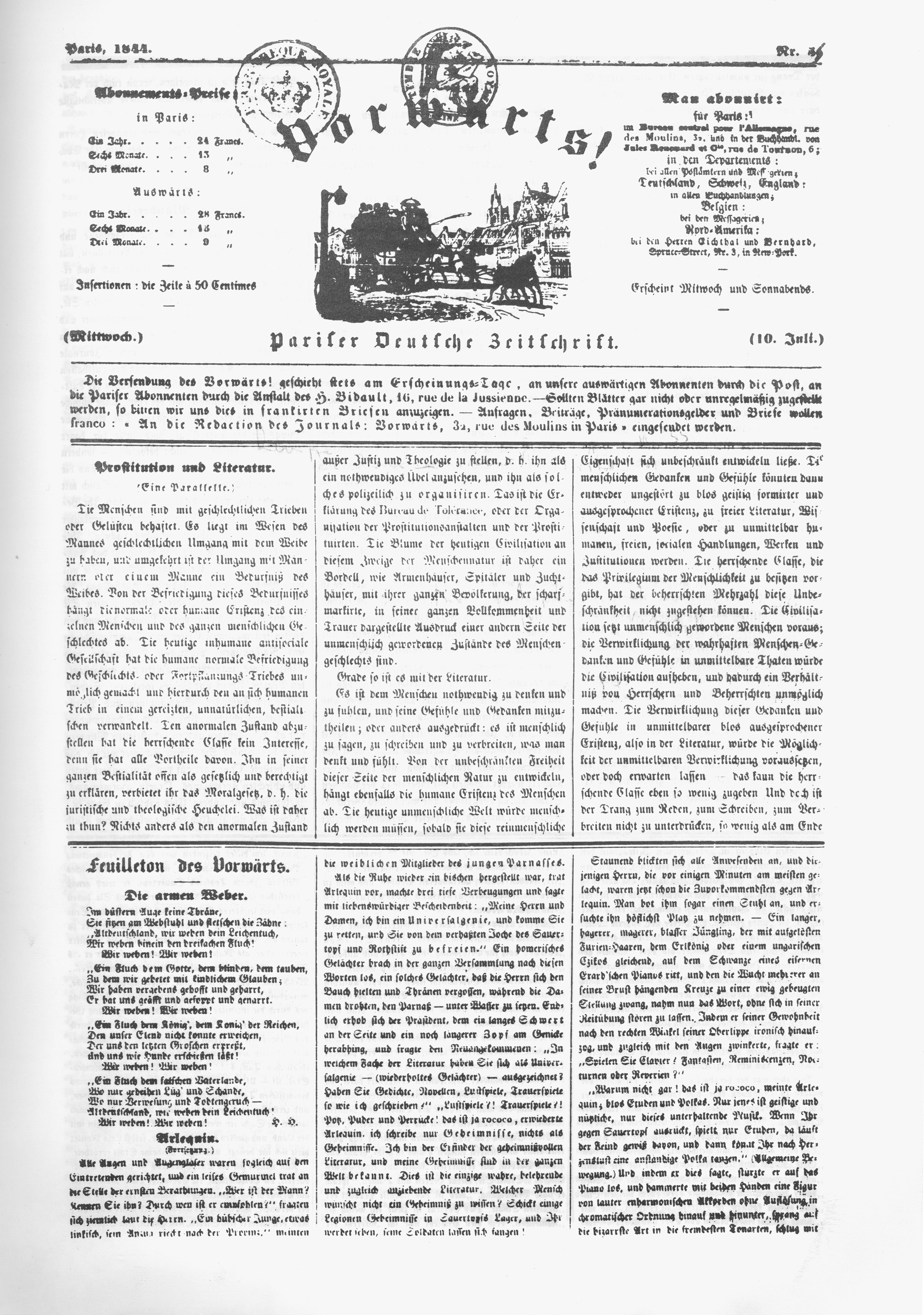
Vorwärts! primeira página, 10 de junho de 1844.

Vorwarts! (em português: Adiante!) era um jornal quinzenal publicado em Paris de janeiro a dezembro de 1844. O jornal era visto como "o mais radical" na Europa contemporânea. A circulação do periódico foi de cerca de mil cópias. Tinha como subtítulo Pariser Signale aus Kunst, Wissenschaft, Theater, Musik, Literatur und geselligem Leben (Notícias parisienses de artes, ciência, teatro, música, literatura e vida social). A partir de 3 de julho de 1844 o título mudou para Vorwarts. Pariser Deutsche Zeitschrift (Adiante. Jornal Parisiense Germânico).
O jornal foi patrocinado pelo compositor Giacomo Meyerbeer e editado por Karl Ludwig Bernays. Seu publicador era Heinrich Börnstein (Henry Boernstein). Foi o único jornal radical em língua alemã que não foi censurado na Europa contemporânea. O jornal publicou muitos polemistas, tais como Heinrich Heine, Georg Herwegh, Mikhail Bakunin e Arnold Ruge, muitos deles eram emigrados políticos alemães que se estabeleceram na França. Outros colaboradores incluiam Friedrich Engels, Georg Weerth, Georg Weber e Karl Marx. Marx teve uma importância cada vez maior no jornal, particularmente depois do verão de 1844, ele e muitos outros se juntaram ao Vorwarts! após o fechamento do Anais Franco-Alemães. Muitos dos ativistas associados ao jornal vieram a formar o grupo revolucionário socialista alemão, Liga Comunista.
Uma das obras mais conhecidas de Heine, "The Song of the Silesian Weavers", estreou no Vorwarts!.
O jornal era crítico da situação social na Prússia e foi fechado em janeiro de 1845 depois que o rei prussiano, Frederico Guilherme IV, protestou contra os "insultos ultrajantes e libelos", publicado no jornal ao rei francês, Luís Felipe. Marx foi expulso da França como parte da comoção resultante, Bernays foi preso por dois meses, e Boernstein fez um acordo com as autoridades.